# Флаг Клинского района
Флаг Кли́нского муниципального района Московской области Российской Федерации — опознавательно-правовой знак, составленный и употребляемый в соответствии с вексиллологическими правилами, служащий официальным символом муниципального образования, единства его территории, населения и органов местного самоуправления.
Флаг утверждён 25 ноября 1998 года и внесён в Государственный геральдический регистр Российской Федерации с присвоением регистрационного номера 333.
Законом Московской области от 20 сентября 2017 года № 148/2017−ОЗ, 1 октября 2017 года все муниципальные образования Клинского муниципального района были преобразованы в городской округ Клин.

## Описание
«Флаг Клинского района представляет собой белое полотнище в центре которого скачущий по зелёной земле на чёрном коне, осёдланном и взнузданном также чёрным, человек в зелёной одежде и шапке и в чёрных сапогах, трубящий в золотистый почтовый рожок».

## Обоснование символики
Флаг разработан на основе исторического герба уездного города Клин Московской губернии Высочайше утверждённого 16 (28) марта 1883 года. Описание исторического герба гласит: «В серебряном щите, скачущий почтальон, в червлёной рубахе, зелёной епанче и чёрной шляпе и сапогах, на чёрном коне, червлёными глазами и языком, украшенном золотыми седлом и сбрую. В вольной части герб Московский. Щит увенчан серебряною башенною короною о трёх зубцах. За щитом два накрест положенные золотые молотка, соединённые Александровскою лентою».
Использование исторического герба символизирует историческую преемственность поколений и бережное отношение к своему прошлому местных жителей.
Жёлтый цвет (золото) — символ богатства, стабильности, уважения и солнечного тепла.
Белый цвет (серебро) — символ чистоты, совершенства, мира и взаимопонимания.
Красный цвет — символ мужества, силы, труда, красоты и праздника.
Зелёный цвет — символ природы, молодости, здоровья, жизненного роста.
Чёрный цвет — символ мудрости, скромности, вечности бытия.

## См. также

Флаги муниципальных образований Клинского района
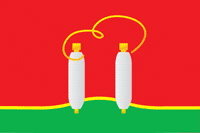
Флаг городского поселения Высоковск
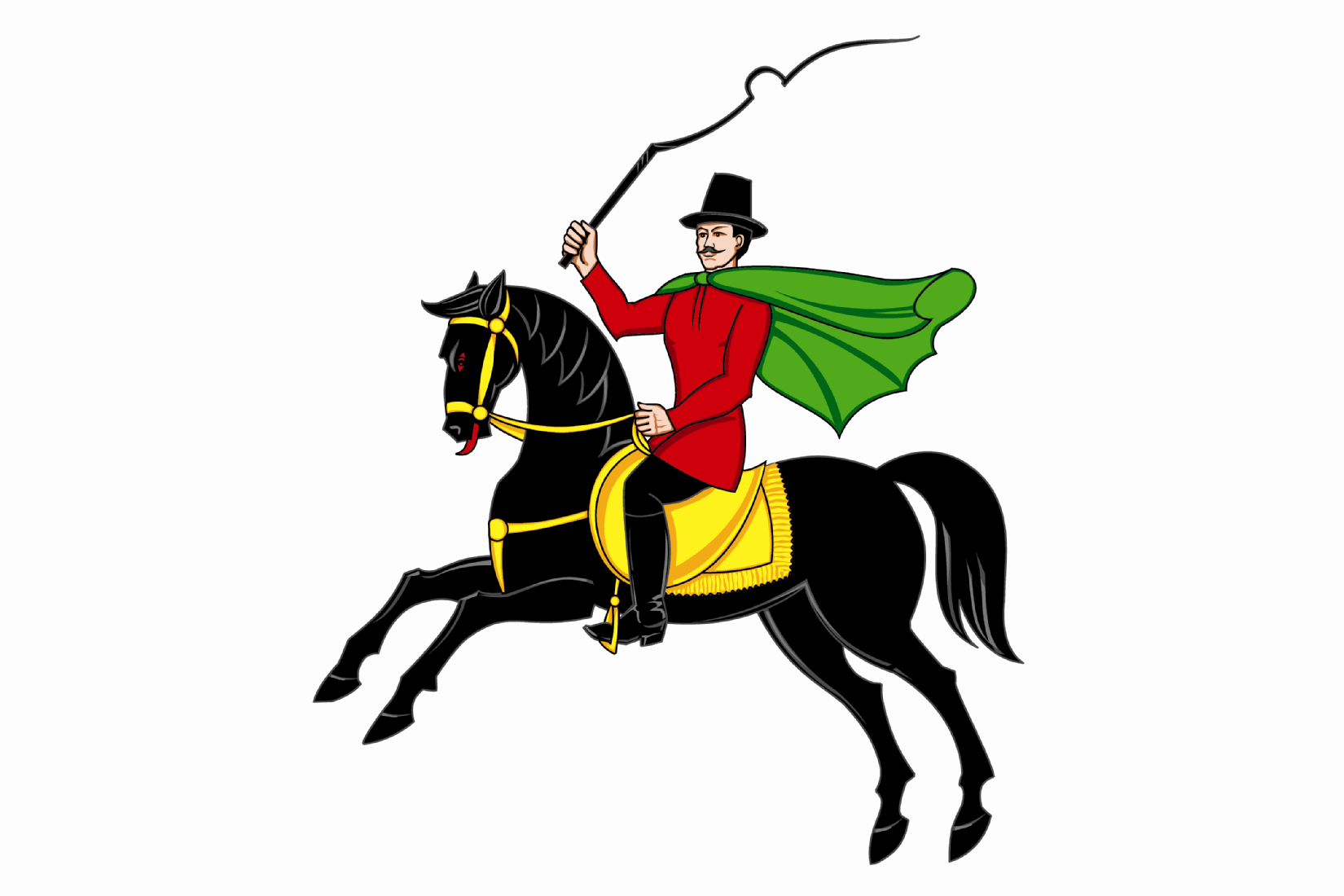
Флаг городского поселения Клин
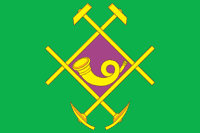
Флаг городского поселения Решетниково
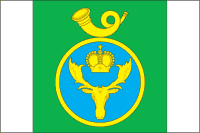
Флаг сельского поселения Воздвиженское
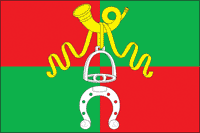
Флаг сельского поселения Воронинское
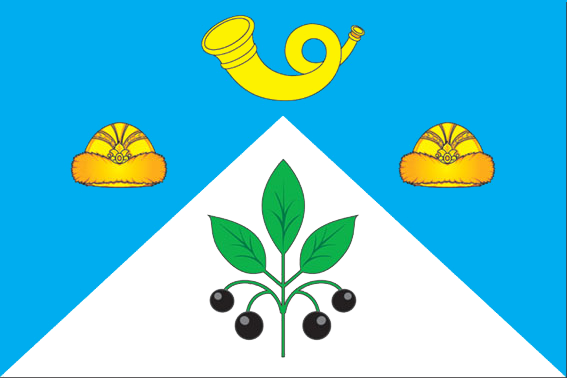
Флаг сельского поселения Зубовское
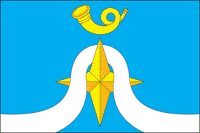
Флаг сельского поселения Нудольское
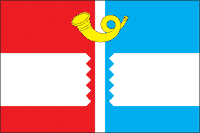
Флаг сельского поселения Петровское